# Пајсер
Пајсер је алат који се састоји од металне шипке искривљене на једном крају, а на другом спљоштен. Често је са са малим пукотинама на крају који служе да би се извадили ексери. У Уједињеном Краљевству, Ирској и Аустралији пајсер се може користити за ову радњу, али се може користити и други специјализованији алати.
Користи се као полуга приликом раздвајања два објекта или вађења ексера. Пајсери се често користе како би се отвориле дрвене кутије. Већи пајсери се користе за: вађење ексера, раздвајање дасака и уопште за ломљење ствари. Пајсери могу користити у свим врстама полуга: део са заобљеним врхом се обично користи као прва класа полуге, док део са спљоштеним делом се користи као друга класа. У рударству, пајсер се користио за кршење разнесених стена и за склањање климавих са таванице рудника.

## Материјали и конструкција
Обично се праве од угљеничног челика, али се могу правити и од титанијума који је бољи, јер је лакши и не привлачи га магнет.

## Етимологија
У енглеском језику, пајсер се назива crowbar. Опште прихваћена етимологија говори да се састоји од две речи: bar (шипка) и crow (врана), највероватније због тога што доњи део пајсера има сличности са кљуном вране. Прва употреба речи је забележена око 1400. године. У прошлости су их називали само crows (вране) или iron crows (гвоздене вране). Вилијам Шекспир употребљава израз iron crows на више места, као на пример у Ромеу и Јулији. (Чин 5, 2. сцена)
У роману Данијела Дефоа, Робинзон Крусо протагониста користи ћускије које назива iron crows.

## У популарној култури
У серијалу Half-Life рачунарских игара, заштитни алат и оружје је пајсер, коју он често користи да би поломио дрвене предмете или убио непријатеље.
У Бетменовим стриповима, током акта A Death in the Family, Џокер пребија на смрт Џејсона Тода пајсером.